# Bisdom Helsinki
Het Bisdom Helsinki (Latijn: Dioecesis Helsinkiensis) is het enige rooms-katholieke bisdom binnen de landsgrenzen van Finland. Op 8 juni 1920 werd het apostolisch vicariaat Helsinki opgericht. Op 25 februari 1955 werd het verheven tot bisdom. Het bisdom valt onder rechtstreeks gezag van de Heilige Stoel.
De katholieken zijn ver in de minderheid in Finland (ca. 0,2%). De meeste Finse christenen zijn lid van de Evangelisch-Lutherse Kerk (ca. 88%). Binnen het bisdom liggen 8 parochies. In totaal zijn er nog geen 20 priesters werkzaam in het bisdom.
De administratoren en bisschoppen van Helsinki behoorden allen tot de Priestercongregatie van het Heilig Hart van Jezus. Onder hen waren ook 3 Nederlanders.
Het bisschopsambt is sinds 20 mei 2019 vacant.

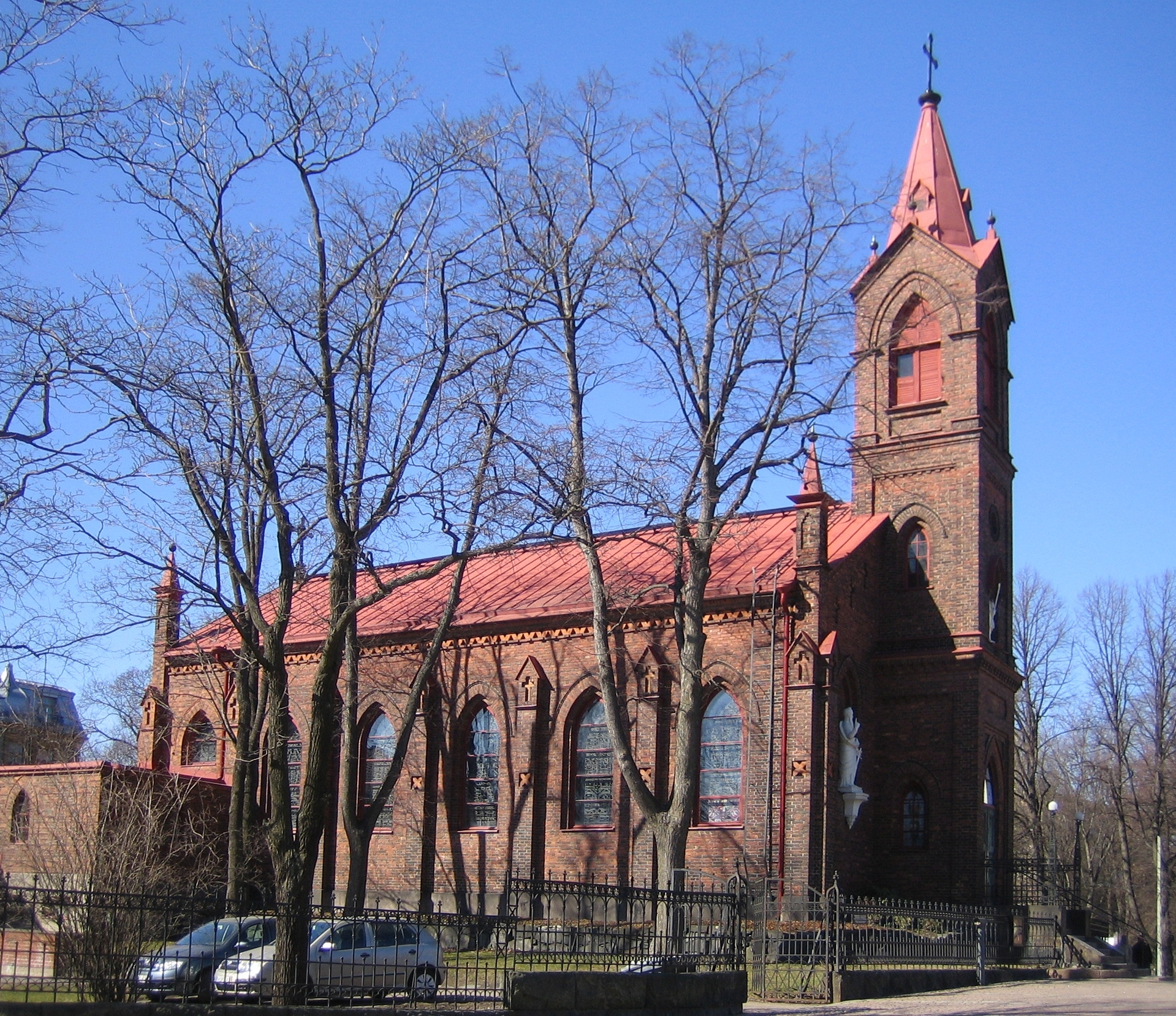
Kathedraal van Helsinki